# راجامانا
راجامانا (به لاتین: Rajjammana) یک منطقهٔ مسکونی در سری‌لانکا است که در استان مرکزی (سری‌لانکا) واقع شده‌است.